# Otto Beit

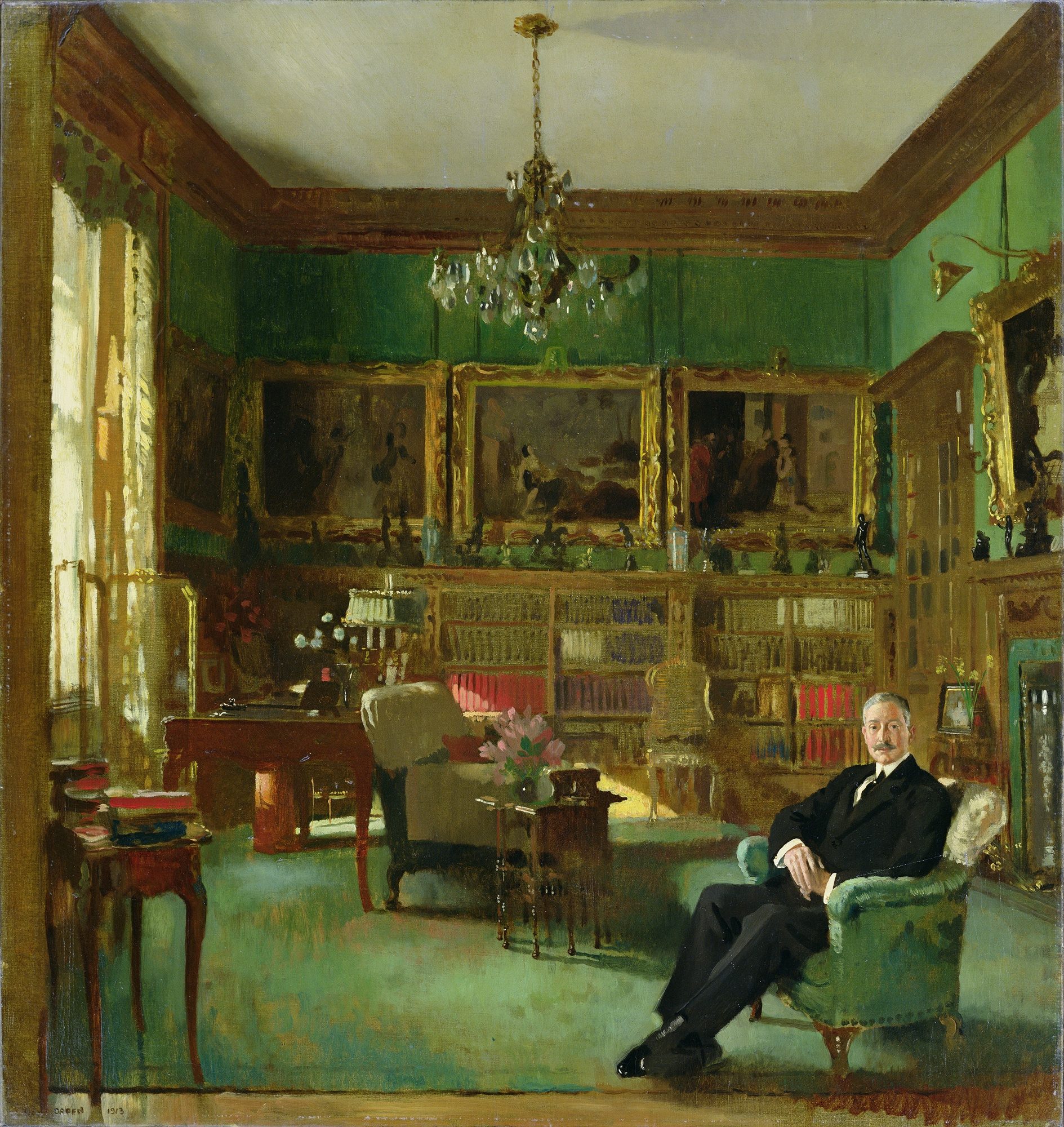
Sir Otto Beit en su estudio en Belgrave Square por William Orpen, 1913, Galería de Arte de Johannesburgo

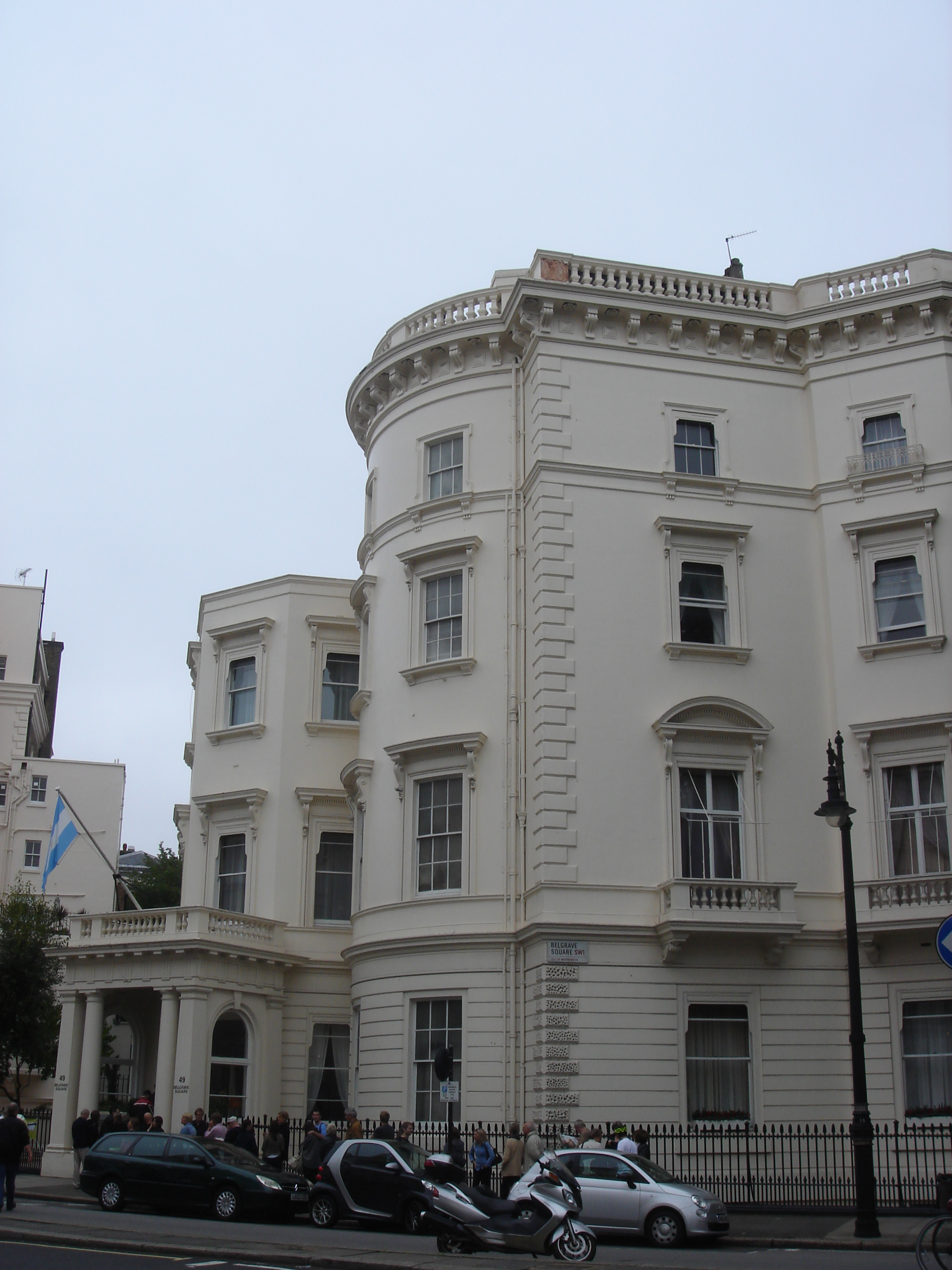
49 Belgrave Square, casa de Beit en Londres

Otto John Beit, 1.º Baronet, KCMG, FRS (Hamburgo, 7 de diciembre de 1865-¿?, 7 de diciembre de 1930) fue un empresario, filántropo y conocedor de arte alemán.

## Vida y carrera empresarial
Nació en el seno de una familia judía de clase alta, siendo hermano menor del Alfred Beit. Viajó a Inglaterra en 1888, donde se unió a la agencia de corredores de Wernher, Beit & Co., en la que su hermano Alfred, era socio de esa compañía. Se convirtió en ciudadano británico naturalizado en 1896. En 1890 se trasladó a Sudáfrica para obtener experiencia en la industria de diamantes. Permaneció en el país durante seis años y jugó una papel importante en el desarrollo de Rand Gold Mines y pasó a ser miembro de la empresa liderada por Hermann Eckstein, H. Eckstein & Co.
A pesar de desempeñar un importante papel en la industria de oro en Witwatersrand, regresó a Londres, en parte porque no quiera limitar sus intereses sólo a actividades financieras, pero también para cultivar sus aficiones científicas, artísticas y culturales.
Cayó influenciado por las visiones imperialistas de Cecil Rhodes y fue su huésped, cuando falló el Jameson Raid. En su regreso a Londres, permaneció varios años trabajando como corredor de bolsa y continuó con su interés en la industria minera hasta la muerte de su hermano Alfred, tras lo cual se retira y pasará el resto de su vida, dedicándose a la filantropía.

## Directorios y afiliaciones
Director, Rodesia Railways Ltd; Miembro y Presidente del Consejo de Administración del Imperial College, 1912–1930; Fideicomisario del Rhodes Trust, y Beit Railway Trust en Rodesia; fundó el Beit Memorial Trust, cuyo fin es la investigación médica; en 1913 estableció el Beit Fellowship en el Imperial College London en memoria de su hermano Alfred, cuyo fin es la investigación científica. Fue también un miembro del Consejo de Administración de 1912 y cofundador del Instituto Real de Asuntos Internacionales.
Administró tanto el Rhodes Trust como el Beit Trust, a través de las cuales estuvo involucrado en esquemas de colonización en las tierras del sur de África. Ejerció como director de la Compañía Británica de Sudáfrica. Fue nombrado Caballero comendador de la Orden de San Miguel y San Jorge en el año nuevo de 1920, por su trabajo en las tropas en Sudáfrica y en los hospitales en Inglaterra, y se le otorgó el título de baronet en 1924 por sus numerosas donaciones a sanatorios infantiles, bibliotecas y en un instituto de investigación de homoepatía. Financió la construcción del Beit Quad, el edificio del consejo estudiantil y albergue en el Imperial College London. Una placa que lo representa por Omar Ramsden está situado en la entrada del Beit Quad.  Fue un generoso benefactor de la Galería de Arte de Johannesburgo, y más aún con sus regalos a la Universidad de Ciudad del Cabo, de los cuales convirtió el primer césped en 1920. El fondo de Hospital Rey Eduardo recibió £50,000 de Beit en 1928, para la compra de radio.
No fue menos generoso con colecciones públicas en el Reino Unido, ayudando  al Museo de Victoria y Alberto para adquirir muchas obras de arte.  También dio su nombre a un premio por la excelencia en escultura a través de la Sociedad Real de Escultores Británicos, llamada la Medalla Otto Beit.
Reciba un LLD honorario de la Universidad de Ciudad del Cabo y fue elegido Miembro de la Royal Society (FRS) en 1924.
El 27 de mayo de 1897, se casó con Lilian Carter, la hija de Thomas Lane Carter de Nueva Orleans, Luisiana, EE. UU. Tuvieron dos hijos y dos hijas, su hijo mayor falleció en 1917 y su hijo menor fue Alfred Lane Beit.